# Белорусская энциклопедия
Белорусская энциклопедия (бел. Беларуская энцыклапедыя, БелЭн) — универсальное энциклопедическое издание на белорусском языке, содержащее самые разнообразные сведения по всем отраслям знаний. «Белорусская энциклопедия» — первая национальная энциклопедия независимой Беларуси. Главным редактором является Геннадий Пашков (в 1993—1995 годах — Борис Саченко).
Энциклопедия издана в 18 томах (том включает 100 издательских листов), в ней размещается около 80 тысяч терминов. Определённое преимущество отдаётся освещению событий, фактов, связанных с Беларусью. Статьи энциклопедии помещены в алфавитном порядке.

## История
Работа над созданием 18-томной «Белорусской энциклопедией» началось в 1993 году издательством «Белорусская энциклопедия имени Петруся Бровки» под редакцией белорусского писателя Саченко Б. И. К моменту завершения работы над энциклопедией редактором был, возглавивший издательство после смерти Саченко, белорусский поэт, публицист Геннадий Пашков Энциклопедия издана с 1996 по 2004 год.

## Тома
- Беларуская энцыклапедыя: У 18 т. Т. 1: А — Аршын / Рэдкал.: Г.П. Пашкоў і інш. — Мн.: БелЭн., 1996. — 552 с.: іл. ISBN 985-11-0036-6
- Беларуская энцыклапедыя: У 18 т. Т. 2: Аршыца — Беларусцы / Рэдкал.: Г.П. Пашкоў і інш. — Мн.: БелЭн., 1996. — 480 с.: іл. ISBN 985-11-0061-7
- Беларуская энцыклапедыя: У 18 т. Т. 3: Беларусы — Варанец / Рэдкал.: Г.П. Пашкоў і інш. — Мн.: БелЭн, 1996. — 511 с.: іл. ISBN 985-11-0068-4
- Беларуская энцыклапедыя: У 18 т. Т. 4: Варанецкі — Гальфстрым / Рэдкал.: Г.П. Пашкоў і інш. — Мн.: БелЭн., 1997. — 480 с.: іл. ISBN 985-11-0090-0
- Беларуская энцыклапедыя: У 18 т. Т. 5: Гальцы — Дагон / Рэдкал.: Г.П. Пашкоў і інш. — Мн.: БелЭн, 1997. — 576 с.: іл. ISBN 985-11-0090-0.
- Беларуская энцыклапедыя: У 18 т. Т. 6: Дадаізм — Застава / Рэдкал.: Г.П. Пашкоў і інш. — Мн.: БелЭн, 1998. — 576 с.: іл. ISBN 985-11-0106-0
- Беларуская энцыклапедыя: У 18 т. Т. 7: Застаўка — Кантата / Рэдкал.: Г.П. Пашкоў і інш. — Мн.: БелЭн, 1998. — 608 с.: іл. ISBN 985-11-0130-3
- Беларуская энцыклапедыя: У 18 т. Т. 8: Канто — Кулі / Рэдкал.: Г.П. Пашкоў і інш. — Мн.: БелЭн., 1999. — 576 с.: іл. ISBN 985-11-0144-3
- Беларуская энцыклапедыя: У 18 т. Т. 9: Кулібін — Малаіта / Рэдкал.: Г.П. Пашкоў і інш. — Мн.: БелЭн, 1999. — 560 с.: іл. ISBN 985-11-0155-9
- Беларуская энцыклапедыя: У 18 т. Т. 10: Малайзія — Мугаджары / Рэдкал.: Г.П. Пашкоў і інш. — Мн.: БелЭн, 2000. — 544 с.: іл. ISBN 985-11-0169-9
- Беларуская энцыклапедыя: У 18 т. Т. 11: Мугір — Паліклініка / Рэдкал.: Г.П. Пашкоў і інш. — Мн.: БелЭн, 2000. — 560 с.: іл. ISBN 985-11-0188-5
- Беларуская энцыклапедыя: У 18 т. Т. 12: Палікрат — Праметэй / Рэдкал.: Г.П. Пашкоў і інш. — Мн.: БелЭн., 2001. — 576 с.: іл. ISBN 985-11-0198-2
- Беларуская энцыклапедыя: У 18 т. Т. 13: Праміле — Рэлаксін / Рэдкал.: Г.П. Пашкоў і інш. — Мн.: БелЭн, 2001. — 576 с.: іл. ISBN 985-11-0216-4
- Беларуская энцыклапедыя: У 18 т. Т. 14: Рэле — Слаявіна / Рэдкал.: Г.П. Пашкоў і інш. — Мн.: БелЭн, 2002. — 512 с.: іл. ISBN 985-11-0238-5
- Беларуская энцыклапедыя: У 18 т. Т. 15: Следавікі — Трыо / Рэдкал.: Г.П. Пашкоў і інш. — Мн.: БелЭн, 2002. — 552 с.: іл. ISBN 985-11-0251-2
- Беларуская энцыклапедыя: У 18 т. Т. 16: Трыпалі — Хвіліна / Рэдкал.: Г.П. Пашкоў і інш. — Мн.: БелЭн, 2003. — 576 с.: іл. ISBN 985-11-0263-6
- Беларуская энцыклапедыя: У 18 т. Т. 17: Хвінявічы — Шчытні / Рэдкал.: Г.П. Пашкоў і інш. — Мн.: БелЭн., 2003. — 512 с.: іл. ISBN 985-11-0279-2
- Беларуская энцыклапедыя: У 18 т. Т. 18. Кн. 1: Дадатак: Шчытнікі — Яя / Рэдкал.: Г.П. Пашкоў і інш. — Мн.: БелЭн., 2004. — 473 с.: іл. ISBN 985-11-0295-4
- Беларуская энцыклапедыя: У 18 т. Т. 18. Кн. 2: Рэспубліка Беларусь / Рэдкал.: Г.П. Пашкоў і інш. — Мн.: БелЭн., 2004. — 760 с.: іл. ISBN 985-11-0295-4